# 1417
Rok 1417 (MCDXVII) gregoriánského kalendáře začal ve středu 1. ledna a skončil ve středu 31. prosince. Dle židovského kalendáře nastal přelom roků 5177 a 5178, dle islámského kalendáře 838 a 839.

## Události
- 24. červen – na ostrově Man se konal první známý Tynwald; každoroční setkání parlamentu (Tynwald), které se každoročně opakovalo až do současnosti
- 27. červenec – avignonský papež Benedikt XIII. byl sesazen, tím bylo ukončeno papežské schizma
- 12. srpen – král Jindřich V. Plantagenet začal v korespondenci používat angličtinu (když psal z Francie, kde byl na tažení, zpět do Anglie).
- 11. listopad – na kostnickém koncilu byl zvolen papežem Odo z Colonny a přijal jméno Martin V. – konec trojpapežství
- První zmínka o použití pouličního osvětlení v Londýně, když starosta Sir Henry Barton, nařídil vyvěšovat lucerny za zimních večerů mezi předvečerem Slavnosti všech svatých a Hromnicemi.

### Probíhající události
- 1405–1433: Plavby Čeng Chea
- 1406–1428: Čínsko-vietnamská válka

## Narození
- 23. února – Pavel II., papež († 1471)
- 21. března – Svatý Mikuláš z Flüe, švýcarský poustevník († 21. března 1487)

## Úmrtí
- 18. října – Řehoř XII., 205. papež (* okolo 1326)
- Huitzilhuitl, první kmenový aztécký vládce (* 1380)

## Hlavy států
- České království – Václav IV.
- Svatá říše římská – Zikmund Lucemburský
- Papež – Martin V.
- Anglické království – Jindřich V.
- Francouzské království – Karel VI.
- Polské království – Vladislav II. Jagello
- Uherské království – Zikmund Lucemburský
- Byzantská říše – Manuel II. Palaiologos